# 立川明日香
立川 明日香（たちかわ あすか、1985年3月30日 - ）は、日本の政治家。元埼玉県新座市議会議員（1期）。T2プランニング所属。本名は半沢 優子。

## 人物
東京都足立区出身。身長162cm、足サイズ23.5cm、バスト77cm、ウエスト58cm、ヒップ85cm、血液型O型。
バレーボールを8歳から12年間しており、高校在学時に部長を務めた。その他光画部・軽音部に所属していた。
高校在学中は、茶髪でスカートは学年で一番短く、ルーズソックスを履き、授業中は居眠りか鏡を見ながら化粧するなど遊んでばかりの毎日で雑誌『SEVENTEEN』を愛読する。本人曰く「自信が無く、少しでも良く見せるためにそういうファッションをした」。
国際短期大学に入学後、ホテル、コンビニエンスストア、ピザ屋、工場などのアルバイトで留学資金を用意しアメリカテネシー州へ1年間留学した。
アメリカ人やブラジル人留学生らが多い大学のバレーボールチームでは唯一の日本人で、ピンチサーバーを担う。物怖じせず人の中に飛び込んでいく性格で、米国で様々な事を学び里親制度が広く認知されていることを知る。
短期大学を卒業後、フリーター生活中に、渋谷でスカウトされ広告や通販雑誌のモデルやドラマ、CMの脇役をこなす。
23歳で結婚した後、夫が挫折した宅建の通信教育を学んで取得し、不動産会社へ入社する。語学力が認められ、ヨーロッパ言語課で来日外国人への入居先紹介・予算相談・クレーム対応など入居サポートなどの営業活動を行なう。
東京都練馬区在住当時、OL時代に担当した顧客の芸能事務所関係者から、再度モデルとして勧誘される。その際「自分のような子供や社会的弱者を救い、養護施設や養子制度、社会を変える発言をしたい」と事務所社長へ話をした。すると社長は「じゃあ政治をやってみるか」と発言し、新座市議会議員選挙に立候補することになった。
2012年2月19日、34人が立候補した埼玉県新座市議会議員選挙に無所属で出馬し、当選を果たす。しかし、公職選挙法に定める「3か月以上の居住実態」がないという理由により、新座市や埼玉県選挙管理委員会から当選無効の決定を受けた。これに対し、立川は選挙管理委員会の裁決の取り消しを求めて東京高等裁判所に提訴をして徹底抗戦する姿勢を示し、議員活動を続けていたが、2012年12月21日に「一身上の都合」を理由とした辞職願を議会に提出。裁判も訴えを取り下げる意向を示し、事態は収束した。
2012年11月25日には翌月に行われる第46回衆議院議員総選挙に国民の生活が第一公認候補として、埼玉4区から出馬予定していると報じられたが、11月27日には一転して見送られたことが報じられた。

## 経歴
- 東京都足立区生まれ[11]。
- 都内乳児院を経て、3歳から18歳まで杉並区所在の定員が女児60人の養護施設で生育[5]し、都立四谷商業高校卒業[11]。
- 2002年、テレビ朝日福祉文化事業団による「高校生海外生活体験の旅」2002年の企画により、サンフランシスコでホームステイを体験する。
- 2003年、国際短期大学英語コミュニケーション学科に、日本育英会の奨学金制度で入学[4]。
- 2004年、米国マーチン・メソジスト・カレッジ（英語版）入学。
- 2005年、マーティンメソジスト大学 準学士。
- 2008年、結婚し、女児出産。
- 2010年、宅地建物取引士。不動産仲介会社入社。T2プランニングにてタレント活動再開。
- 2011年10月26日、政治団体「立川あすか街づくりの会」を設立。会社を退職。
- 2012年2月19日、34人が立候補した埼玉県新座市議会議員選挙（定数26）に無所属で立候補して5位で初当選。
- 2012年4月20日、新座市選挙管理委員会より「被選挙権が無かった」として当選無効の決定を受ける[12]。
- 2012年5月14日、埼玉県選挙管理委員会に対して審査の申し出を行う。
- 2012年7月17日、埼玉県選挙管理委員会は「申立人（立川市議）の主張を裏付ける物証はない」と申し立てを棄却した[13]。
- 2012年8月17日、上記、埼玉県選挙管理委員会の決定を不満として、東京高等裁判所へ提訴。（日テレNews24 8月17日放送　デイリープラネット）
- 2012年12月21日、新座市議会議長に「一身上の都合」を理由として議員辞職願を提出し、受理された[14]。

## 政治家としての活動

### 概要
- 無所属で当選したが市議会の野党系会派である『市民と語る会』所属。
- 新座市議会文教環境常任委員会委員。
- 新座市、志木市、富士見市の3市で構成する志木地区衛生組合議会議員。
- 選挙期間中の選挙運動はみんなの党が行った。

### 政策・主張
- 児童養護施設での生活経験から、福祉政策の充実を基本に据えている。特に子育てのネットワーク環境を整備するための公共施設の充実を訴え、公園整備の促進を主張している。
- 芸術文化の振興を訴え、伝統文化の保護とともに市民が芸術に触れあいやすい環境を整備することの重要性を説き、芸術家や独創性豊かな人材を輩出できるような街づくりをするべきだと主張している。
- 脱原発の立場を明確にしたうえで自然エネルギーの普及を推進すべきだと主張し、日本に54基存在する原子力発電所を『爆弾』との表現で批判している[15]。『「さようなら原発」 一千万人署名 市民の会』が推進する原子力発電の是非を判断するための国民投票署名運動に賛同し、自身も署名している[16]。俳優で会社員の山本太郎による一連の脱原発運動にも理解を示し支持を表明している[17]。
- 新座市議会で提案された『TPP参加に向けた事前協議の中止を求める意見書』に賛成した。意見書自体は可決されている。
- 新座市議会で提案された『市民の理解が得られる形でのがれき処理の受入れに関する決議』（議員提案）に反対した。決議自体は可決されている。
- 平成24年5月開催の第1回市議会臨時会において、市長提出議案である新座市都市計画税条例改正案に対し、所属会派の中で唯一他の保守系議員と共に賛成の採決に加わる。
- 新座市議会議員選挙の際に掲出したポスターでは「選挙の時だけあらわれる肩書きだけの議員はこの街には要りません！」と主張していた。

### 市議会議員選挙当選無効問題
- 2012年2月19日に執行された新座市議会議員選挙で、5位当選の立川と、みんなの党議員の2名に対し、市民から「公職選挙法に定める居住実態がない」として、新座市選挙管理委員会へ当選無効を求める異議申し出が提出される。
- これを受け、新座市選挙管理委員会が新座市長に対し、住民基本台帳法第34条第2項に基づく調査を要請したところ、2011年9月20日に東京都練馬区から新座市内へ住民票を移転手続きをしており、
  - 水道使用量は2011年9月15〜10月1日が3㎥、2011年10月2日〜12月1日が0（ゼロ）、2011年12月2日〜2012年2月1日が0（ゼロ）、2012年2月2日〜2012年4月2日が7㎥
  - 電気使用量は2011年9月15日〜9月29日が24KWh、2011年9月30日〜10月27日が43KWh、2011年10月28日〜11月29日が54KWh、2011年11月30日〜12月27日が10KWh、2011年12月28日〜2012年1月30日が21KWh、2012年1月31日〜2月27日が63KWh、2012年2月28日〜3月30日が242KWh
  - ガスは新座市議当選後の平成24年2月25日に契約など、ライフラインが対象期間中ほとんど使用されていない実態が判明した[1]。
- 新座市選挙管理委員会が当選無効の決定をした際や、埼玉県選挙管理委員会に対する審査の申し出の際に、報道各社の取材に応じ、「新座には寝に来ていた」、「自炊はしない」、「水はミネラルウォーターを飲む」、「寝起きの洗顔はする暇がなかった」「風呂と台所は使っていない」「トイレは駅のトイレや近所のコンビニで借りていた」などの受け答えをした[18]。
- また配偶者及びその両親に対し、新座市選挙管理委員会が公職選挙法第212条の規定に基づき証言を求めた際、複数の者が「当選するまで練馬に住んでいた、当選してから新座に引っ越した」、「うそをついてもばれると諭した」との内容の証言をしている。立川は報道取材に対し、「夫は子供の親権を主張している。だから義理の母も、私にとって不利な証言をします」、「諭された覚えはない。事実と違う」と述べている。
- 公職選挙法では、市町村議会議員選挙の告示の前日の3か月前から居住実態がなければ被選挙権はないと規定している。この件に関する最高裁判所の判例では、「単に居住の意思を示すだけでは足りず、客観的に生活の本拠とする実態を必要とする」と示している。
- 新座市選挙管理委員会は最高裁判例や生活実態の調査結果、親族に対する聴取の結果などを踏まえ、立川には被選挙権が無く当選は無効と決定した。
- 公職選挙法の規定ではこの決定（当選は無効）が最終的に確定するまでの間立川は新座市議員として身分を有し活動可能であり、当然のごとく議員報酬や期末手当（ボーナス）、出席日当が、所属会派＝市民と語る会には政務調査費がそれぞれ支給される。
- その後、立川は2012年5月14日、埼玉県選挙管理委員会に対し、新座市選挙管理委員会の決定には居住実態に関する事実誤認があり、不服があるとして審査を申し立てたが、県選管も「生活の本拠としての起居、寝食などの事実が認められない」として棄却。そのため、同年8月16日に東京高等裁判所へ提訴した[19]。高裁の判決に不服であればさらに最高裁判所へ上告することができるため、問題の長期化が予想されていた。
- 2012年5月、新座市新座3丁目所在の新座団地の分譲街区物件を購入し、騒動の舞台となっていた新座市新堀3丁目所在のアパートから引越しをする。
- 2012年10月17日、立川が東京高等裁判所に対して提訴した、埼玉県選挙管理委員会に対し自身の当選無効裁決の取り消しを求めた訴訟の第1回口頭弁論が執り行われた[20]。水道使用量が極端に少なかった理由として、本人及び主任弁護人が「排尿後に水を流さない（そういう時期があった）から」という旨の発言[21]。
- 2012年12月21日、立川が市議会に「一身上の都合」を理由とした議員辞職届を出し、裁判の訴えも取り下げる意向を示す[8]。これにより、当選無効問題は終了となった。

## 家族・親族
- 結婚し女児もうけるも、2012年4月に離婚調停中である事を明かし、取材に対し立川は「夫は子供の親権を主張している。だから義理の母も、私にとって（当選無効事件について─引用者註）不利な証言をします」と答えた[22]。
- 2013年5月に離婚が成立[23]。現在は女児のシングルマザー。

## 書籍
- ノーモア立川明日香―養護施設で育ち、政治家辞職までの全真相 （2013年9月、三空出版） ISBN 978-4944063598

## 出演

### テレビ
- 怨み屋本舗第5話（2006年8月11日、テレビ東京）
- 嵐を呼ぶあぶない熟女VI（2013年10月10日、TBSテレビ）

### コマーシャル
- ドクターシーラボ（2012年）
- 東芝テック（2006年）